# Guillermo La Rosa
Guillermo Claudio La Rosa Laguna (Lima, 1952. június 6. –) válogatott perui labdarúgó, csatár.

## Pályafutása

### Klubcsapatban
1973 és 1975 között a Defensor Lima, 1976–77-ben a Sport Boys, 1978–79-ben az Alianza Lima labdarúgója volt. A Defensor és az Alianza csapatával egy-egy bajnoki címet nyert. Az 1978-as Copa Libertadores gólkirály volt nyolc góllal, holtversenyben. 1979 és 1987 között Kolumbiában játszott. 1979 és 1983 között az Atlético Nacional, 1984–85-ben az América de Cali, 1986-ban a Deportivo Pereira, 1987-ben a Cúcuta Deportivo játékosa volt. A Nacional és az América csapatával egy-egy kolumbiai bajnok címet szerzett. 1988–89-ben az ecuadori a LDU Quito együttesében fejezte be az aktív labdarúgást.

### A válogatottban
1973 és 1982 között 39 alkalommal szerepelt a perui válogatottban és három gólt szerzett. Részt vett az 1978-as argentínai és az 1982-es spanyolországi világbajnokságon.

## Sikerei, díjai
Defensor Lima
- Perui bajnokság
  - bajnok: 1973

 Alianza Lima
- Perui bajnokság
  - bajnok: 1978
- Copa Libertadores
  - gólkirály: 1978 (8 góllal, az argentin Néstor Scottával holtversenyben)

 Atlético Nacional
- Kolumbiai bajnokság
  - bajnok: 1981

 América de Cali
- Kolumbiai bajnokság
  - bajnok: 1984